# Marca de Ivrea

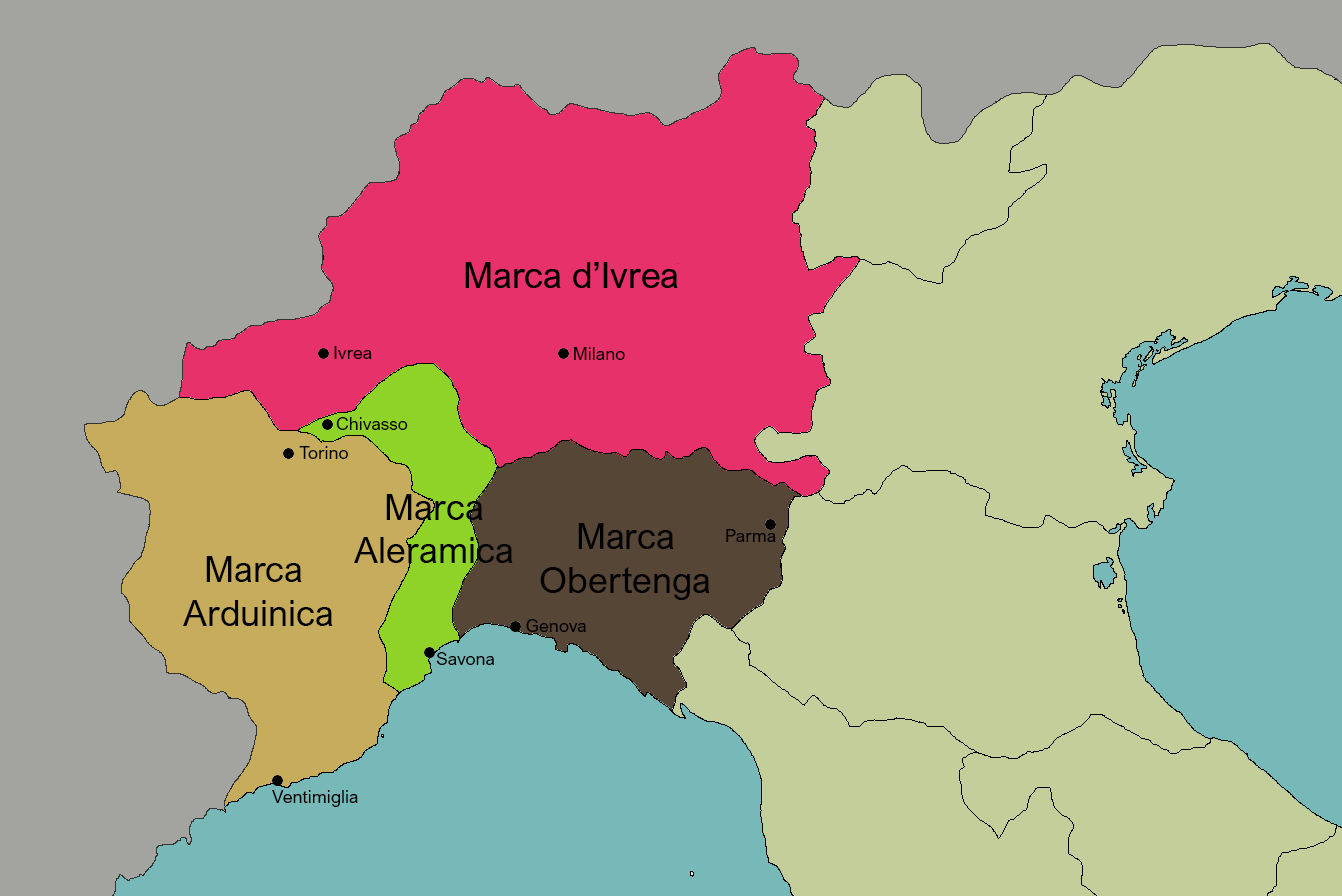
División de la Marca de Ivrea en el siglo X

La marca de Ivrea fue un gran marquesado fronterizo en el noroeste de Italia que existió durante el siglo X. Su capital fue Ivrea y estuvo gobernada por una familia de margraves borgoñones llamados Anscárides. Esta marca fue la principal frontera entre Italia y Francia y sirvió como protección ante la injerencia de cualquiera de los países en el otro.
La marca fue fundada para Anscar en 888 por Guido de Spoleto, el recién elegido rey de Italia. Anscar y su familia habían sido uno de los principales soportes de Guido en su intento por ser nombrado rey de Francia. El territorio inicial de la marca consistía en Piamonte y la mayor parte de Liguria con los condados de Acqui, Alba, Asti, Bredulo, Auriate, Turín, Ivrea, Vercelli, Pombia, Stazzona, Bulgaria, Lomello, Savona y Ventimiglia.
La fortuna de los Anscari creció hacia la mitad del siglo X hasta que el margrave Berengario llegó a ser rey de Italia junto a su hijo.

## División de la marca de Ivrea
Pero la ambición de Berengario le llevó a enfrentarse con casi todo el mundo. En 941 el rey Hugo de Arlés aprovechó que Berengario estaba huido para entregar al conde Arduino il Glabro la marca de Turín; después, un Arduino agradecido le protegió en su marca cuando Berengario usurpó el poder. A consecuencia de las guerras que provocó Berengario, el emperador Otón I intervino en Italia en 951, permitiendo a Berengario mantenerse como rey de Italia a cambio de que se reestructurase la frontera norte. La marca de Ivrea fue dividida y de esta forma se controlaba más el poder de Berengario al poner parte del territorio en manos de familias franco-germanas: la marca de Liguria oriental fue entregada al conde Oberto; el conde Aleramo de Savona recibió la marca Aleramica y Arduino fue confirmado en la marca de Turín. 
La marca de Ivrea no desapareció tras esta división, siguió existiendo en toda su mitad norte, con el nombre a veces de marca Anscárica, en recuerdo de sus fundadores. El propio Berengario se quedó este territorio como feudo personal. Pero Berengario continuó enfrentándose a todo el mundo y Otón I entregó el marquesado de Milán al conde Oberto en 961, reduciendo la marca a los alrededores de la ciudad de Ivrea y ratificando definitivamente a los otros condes en sus posesiones.
Finalmente, en el siglo XI la marca quedó vacante, y el emperador Conrado II decidió no nombrar un nuevo margrave. Desde entonces la marca se disgregó en pequeños condados, obispados y ciudades libres que luchaban constantemente entre ellos para mantener su independencia o aumentar su poder.

## Gobernantes de la Marca de Ivrea
- 888 – 902 Anscario
- 902 – 924 Adalberto I
- 924 – 940 Berengario I
- 957 – 965 Guido
- 965 – hacia 990 Conrado
- hacia 990 – 999 Arduino
- 999 – 1015 Arduino II